# ハジー技研
ハジー技研（ハジーぎけん）は、日本の容器などを製造する企業である。多数の国で特許を取得している。

## テレビ出演
- 日経スペシャル ガイアの夜明け（テレビ東京）